# 剛勇者愛德蒙
埃德蒙二世（英語：Edmund II，988年—1016年11月30日），绰号剛勇者（Ironside），是埃塞爾雷德之子，1016年4月23日到11月30日的英格蘭國王。剛勇者的绰号，來自他对丹麥克努特大帝的反抗。
1012年，丹麥国王八字鬍斯韋恩擊敗埃德蒙之父埃塞尔雷德，自称英格兰国王。1016年，埃塞尔雷德死亡，埃德蒙审时度势跟斯韦恩一世之子克努特大帝共治英格兰，结果当年11月便告不治，使克努特大帝完全统治了英格兰。